# تشارلي سييم
تشارلي سييم (بالإنجليزية: Charlie Siem)‏ هو عازف كمان بريطاني، ولد في 14 يناير 1986 في لندن في المملكة المتحدة.

## وصلات خارجية
- الموقع الرسمي
- تشارلي سييم على موقع ميوزك برينز (الإنجليزية)
- تشارلي سييم على موقع ديسكوغز (الإنجليزية)